# Raw (Femme Schmidt)
Raw è il secondo album in studio della cantautrice tedesca Femme Schmidt, pubblicato il 4 marzo 2016 dalla Warner Music Germany.

## Promozione
Raw è stato promosso da un tour che ha attraverso 12 città tedesche, iniziato il 2 marzo 2016 ad Amburgo.

## Tracce
1. To the Edge – 3:32
2. The Music – 3:52
3. Golden – 3:23
4. Temple of Teats – 3:34
5. Kill Me – 3:24
6. Million Baby – 3:30
7. Raw – 3:26
8. Hurts So Good – 3:26
9. Surround Me with Your Love – 3:48
10. Loving Forces – 4:25
11. Shape of Love – 3:59
12. God Only Knows – 3:46
13. Is Your Love Strong Enough – 4:13
14. Wild Heart – 3:45

## Classifiche
| Classifica (2016) | Posizione massima |
| ----------------- | ----------------- |
| Germania          | 48                |